# Coregonus artedi
Coregonus artedi, comumente conhecido como cisco, é uma espécie norte-americana de peixe branco de água doce da família Salmonidae. O número de espécies e a definição dos limites das espécies nas ciscoes da América do Norte é uma questão de debate. Conseqüentemente, Coregonus artedi pode se referir tanto em sentido estrito a um dos vários tipos de cisco encontrados, por exemplo, nos Grandes Lagos, quanto em sentido amplo ao complexo de todos os ciscoes em lagos continentais da América do Norte, Coregonus artedi sensu lato.

## Coregonus artedi, sentido estrito
Definido de forma restrita, Coregonus artedi é conhecido de várias maneiras com os nomes comuns cisco, cisco do norte, arenque do lago, chub ou tullibee e seu nome Anishinaabe Odoonibiins. É um peixe pelágico que ocorre na zona de meia água de lagos de água fria na América do Norte. Nas partes norte e oeste de sua distribuição também é encontrada em grandes rios.
Esta espécie ocasionalmente cresce até 40 cm e 2,3 kg (cinco libras), mas é mais comumente 28 a 38 cm de comprimento e 170 a 907 gramas (seis onças a duas libras) de peso. É esguio e prateado com iridescência rosada nas laterais.
A dieta é predominantemente zooplanctônica e larvas de insetos, embora ovos e larvas de peixes, incluindo as de suas próprias espécies, também estejam documentados. Peixes pequenos, incluindo algumas espécies de peixinhos, também são consumidos às vezes.
Os cisco do norte são predados por uma grande variedade de espécies predatórias e têm um lugar particularmente importante na dieta da truta do lago ( Salvelinus namaycush ). É também um alimento comum de truta arco-íris ( Oncorhynchus mykiss ), lúcio ( Esox lucius ), lota-do-rio ( Lota lota ), perca amarela ( Perca flavescens ) e walleye ( Sander vitreum ) onde as espécies se sobrepõem.
A abundância de cisco do norte nos Grandes Lagos da América do Norte é muito reduzida em relação aos níveis do século XIX. Antes abundante em todos os cinco lagos, agora é comum apenas no Lago Superior. A população do Lago Huron tem aumentado recentemente, talvez como consequência da baixa abundância de alewife ( Alosa pseudoharengus). Números limitados também reapareceram na parte baixa de Green Bay do Lago Michigan. Os números nos lagos Erie e Ontário permanecem muito abaixo dos níveis históricos. Acredita-se que a abundância reduzida resulte dos efeitos cumulativos de vários fatores, incluindo a expansão de espécies não nativas, como alewife, arco-íris ( Osmerus mordax ) e lampreia marinha ( Petromyzon marinus ). Essas espécies predam e competem com vários estágios de vida do norte do cisco. Não está claro que efeito o estoque anual de vários milhões de salmão não nativo do Pacífico nos Grandes Lagos teve sobre o norte do cisco.
Além disso, a degradação ambiental substancial em algumas partes da faixa sem dúvida contribuiu para o estresse nas populações de cisco do norte. Portanto, acredita-se que as populações estão mais vulneráveis aos efeitos da exploração do que antes, mesmo em níveis de colheita mais baixos do que o que antes era sustentável. O cisco também é muito sensível a mudanças de temperatura e níveis de oxigênio dissolvido.
O cisco do norte é pescado comercialmente e por esporte. Nos primeiros anos da pesca, o arenque forneceu algumas das maiores capturas dos Grandes Lagos e, quando salgado ou fumado para preservação, provisionou grande parte do território circundante. Ovas de Cisco do Norte também são valorizadas no mercado internacional.

## O complexo de espéciesCoregonus artedi
O cisco do norte ou arenque de lago discutido acima é uma das várias espécies ou formas de cisco da América do Norte intimamente relacionadas. O grupo é o assunto de um debate considerável sobre a independência taxonômica e as relações das diferentes formas, e foi argumentado com credibilidade que todos eles compreendem apenas uma espécie maior e altamente variável que também inclui os peixes ecologicamente e morfologicamente separáveis, incluindo pelo menos os seguintes (alguns dos quais podem estar extintos):
- Coregonus alpenae - longjaw cisco (extinto)
- Coregonus artedi sensu stricto - cisco, cisco do norte ou arenque do lago
- Coregonus johannae - cisco de águas profundas (extinto)
- Coregonus hoyi - inchado
- Coregonus kiyi - kiyi
- Coregonus nigripinnis - blackfin cisco (extinto)
- Coregonus Reighardi - shortnose cisco (possivelmente extinto)
- Coregonus zenithicus - shortjaw cisco
- Coregonus hubbsi - Lago Ives cisco (possivelmente extinto)[2]

Coletivamente, esses peixes são freqüentemente referidos como um complexo de espécies, o complexo Coregonus artedi, ou como Coregonus artedi sensu lato (sentido amplo).

## Pescaria
Pesca comercial
A pesca comercial do cisco do norte no Lago Superior e do Canal do Norte do Lago Huron é uma fonte econômica muito importante para as comunidades da região dos Grandes Lagos. A pesca comercial para o norte do cisco começou no século XIX. Inicialmente, no Lago Ontário, o norte do cisco foi destruído porque foi considerado um incômodo. No entanto, há evidências de uma reviravolta na percepção do cisco do norte por volta de 1833, onde o cisco do norte foi visado e considerado melhor para comer do que o peixe branco do lago relacionado. Em Ontário, o rendimento do cisco do norte foi de 328 toneladas em 2018. Este número é substancialmente menor do que nos anos anteriores, que remontam a 2012, todos com mais de 350 toneladas. Este declínio deveu-se a uma redução das quotas para a pesca comercial na esperança de combater um possível declínio da população.
Embora o cisco do norte ainda desempenhe um papel importante na dieta de muitas pessoas, sua principal utilidade de fontes comerciais é para suas ovas. O caviar do cisco do norte tornou-se popular na cultura escandinava e é a principal causa de demanda do cisco do norte nas últimas décadas. O cisco menor do norte também pode ser capturado com rede e vendido como isca para uso na pesca recreativa.

### Pesca Recreativa
O cisco do norte é pescado recreacionalmente em muitas partes dos Estados Unidos e Canadá. Eles são populares para pescar, especialmente durante a pesca no gelo, quando é mais provável que sejam encontrados nas partes mais rasas dos Grandes Lagos. A pesca recreativa não se restringe aos Grandes Lagos. Há uma popularidade única para a pesca no gelo no Lago Simcoe, onde a pescaria foi reaberta em 2015 após uma reabilitação populacional bem-sucedida.